# Dendrostylis
Dendrostylis là chi thực vật có hoa trong họ Achariaceae.